# Liste der Biografien/Mx
Liste der Biografien |
Portal Biografien |
Personensuche
# |
A |
B |
C |
D |
E |
F |
G |
H |
I |
J |
K |
L |
M |
N |
O |
P |
Q |
R |
S |
T |
U |
V |
W |
X |
Y |
Z |
?
 
Ma |
Mb |
Mc |
Md |
Me |
Mf |
Mg |
Mh |
Mi |
Mj |
Mk |
Ml |
Mm |
Mn |
Mo |
Mp |
Mq |
Mr |
Ms |
Mt |
Mu |
Mv |
Mw |
Mx |
My |
Mz
Die Liste der Biografien führt alle Personen auf, die in der deutschsprachigen Wikipedia einen Artikel haben. Dieses ist eine Teilliste mit 3 Einträgen von Personen, deren Namen mit den Buchstaben „Mx“ beginnt.

## Mx

### Mxe
- Mxenge, Griffiths (1935–1981), südafrikanischer Anti-Apartheid-Aktivist und Mordopfer
- Mxenge, Victoria (1942–1985), südafrikanische Anti-Apartheid-Aktivistin und Mordopfer

### Mxm
- mxmtoon (* 2000), amerikanische Liedermacherin und YouTuberinMxmtoon (* 2000)

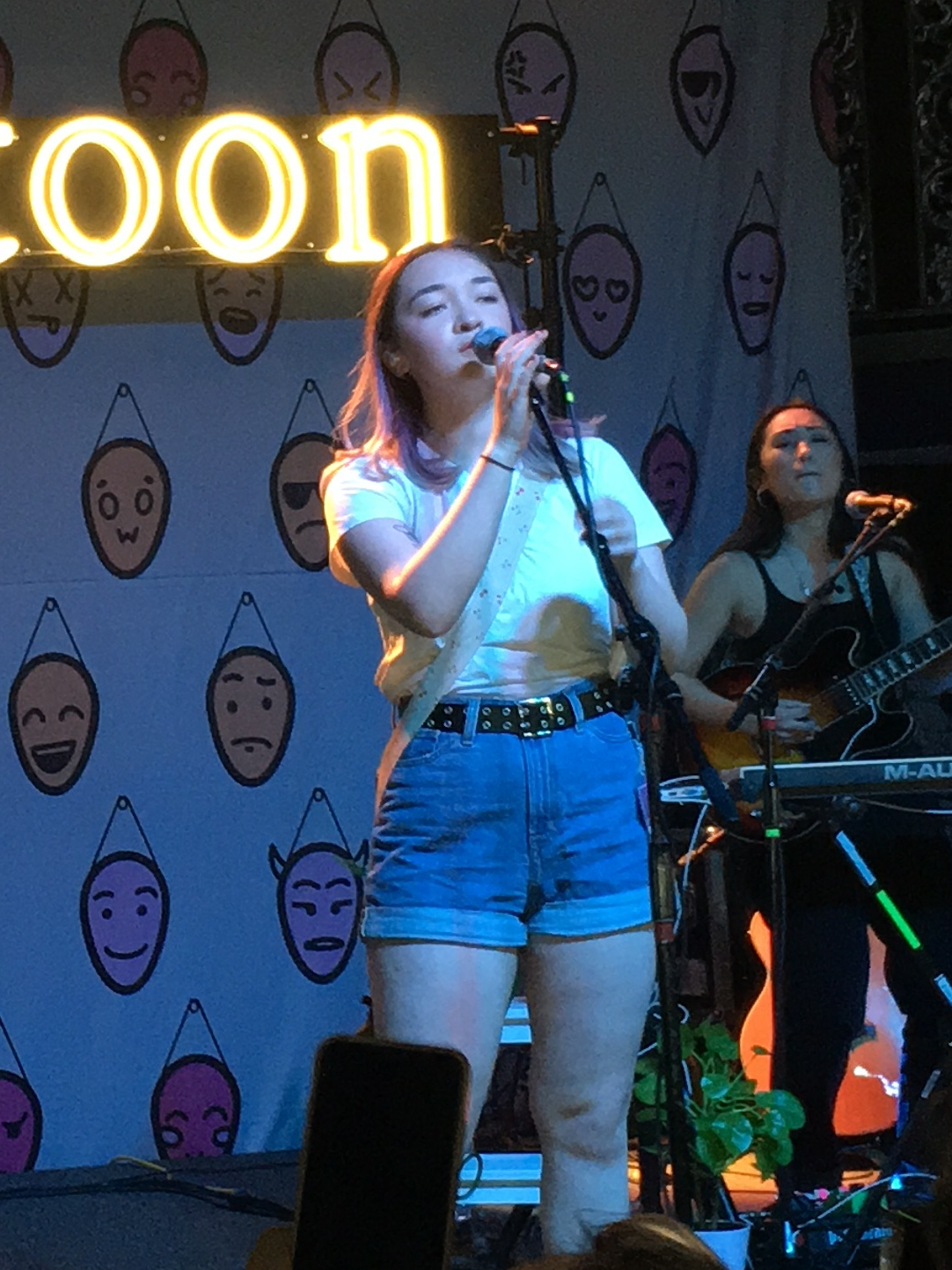
Mxmtoon (* 2000)